# شرينغتون (فوهة)

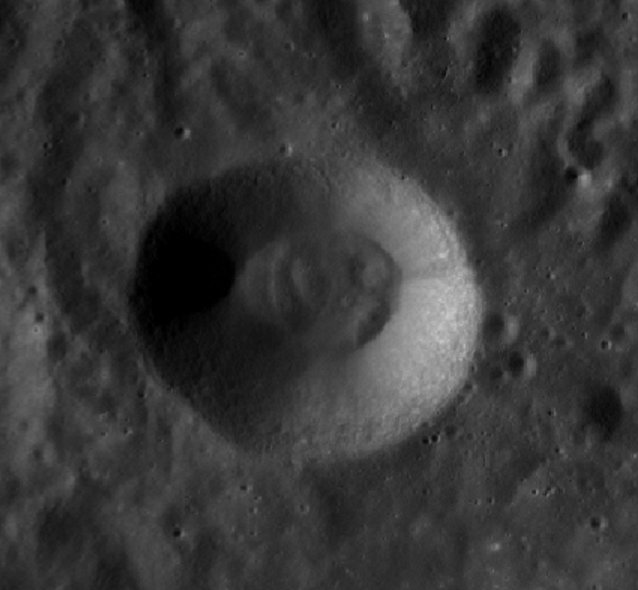
فوهة شرينغتون

شرينغتون (بالإنجليزية: Sherrington) هي فوهة قمرية صدمية، تقع الفوهة في الجانب البعيد من القمر ولا يمكن رؤيتها مباشرة من الأرض. يقع جنوب غربها فوهة كوندراتيوك.

## روابط خارجية
- LTO-83D2 Sherrington — L&PI خريطة طبوغرافية.